# Cierpigórz (powiat siedlecki)
Cierpigórz – wieś w Polsce położona w województwie mazowieckim, w powiecie siedleckim, w gminie Przesmyki. Ma status sołectwa.
W latach 1975–1998 miejscowość należała administracyjnie do województwa siedleckiego.
We wsi znajduje się przystanek kolejowy Cierpigórz.
Wierni Kościoła rzymskokatolickiego należą do parafii św. Michała Archanioła w Mordach.